# Daknopholis
Daknopholis  Clayton é um género botânico pertencente à família Poaceae, subfamília Chloridoideae, tribo Cynodonteae.
O gênero apresenta uma única espécie. Ocorrem na África.

## Espécie
- Daknopholis boivinii (A. Camus) Clayton